# تپه هشت آو
تپه هشت آو در شهرستان کوهدشت، بخش مرکزی، دهستان گل گل، ۱/۵ کیلومتری جنوب شرق روستای چهار قلا علیا واقع شده و این اثر در تاریخ ۲۸ اسفند ۱۳۸۵ با شمارهٔ ثبت ۱۸۸۰۷ به‌عنوان یکی از آثار ملی ایران به ثبت رسیده است.